# Fort Belan

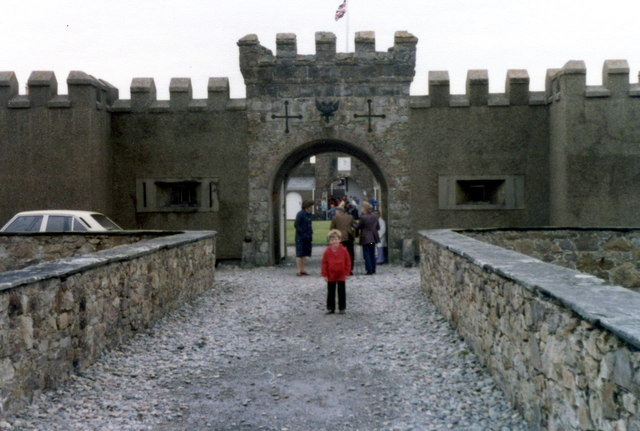
Entrada de Fort Belan.

El Fort Belan es un edificio protegido cerca de Llanfaglan, en el extremo sudoeste del estrecho de Menai, en la costa del condado galés de Gwynedd. Está situado en una pequeña península que casi cierra el estrecho. 
Esta fortificación fue construida en 1775 por Thomas Wynn, entonces miembro del Parlamento por el distrito de Caernarfonshire y posteriormente hecho Lord Newborough por su Majestad. Wynn temía por lo que consideraba vulnerabilidad de la costa británica ante hipotéticos ataques extranjeros, especialmente por la -en aquellos momentos activa- guerra de la independencia americana. El segundo Barón construyó un muelle en 1826, que empleaba en regatas y que aún se mantiene. 
Durante la Segunda Guerra Mundial, el fuerte fue ocupado por unidades militares, especialmente del ejército del aire, que controlaban el vecino (tres kilómetros) aeropuerto de Caernarfon. En la actualidad es un establecimiento de hostelería, con seis casetas para alquilar como apartamentos independientes.